# Terror y miseria del Tercer Reich
Terror y miseria del tercer Reich (en alemán «Furcht und Elend des Dritten Reiches»), también conocida como The Private Life of the Master Race (La vida privada de la Raza Superior), es una pieza teatral de Bertolt Brecht estrenada en el exilio en 1938. Construida con una sucesión de 24 cuadros o escenas independientes entre sí, muestra y analiza la vida en la Alemania nacionalsocialista de los años 30, sometida al régimen de humillación, persecución y terror, esencia de la psicología del nazismo. Con una reunión de tramas tan tópicas como estremecedoras, se ha considerado uno de los primeros ejemplos de Brecht utilizando el Verfremdungseffekt para distanciar al público de la obra. El propio autor explicó que aquellas historias conformaban “un catálogo de actitudes, las actitudes de guardar silencio, mirar por encima del hombro, sentirse asustado, etc.: el comportamiento en una dictadura.” 

## Contexto histórico
Concebida durante su exilio en una isla del estrecho de Dinamarca, Brecht emprendió su escritura al inicio de la primavera de 1938, mientras las tropas nazis entraban en Austria que quedaba así integrada en el Tercer Reich. El escritor, que acababa de publicar en Praga los dos primeros volúmenes de sus obras completas, se apoyó en confidencias de otros emigrados y crónicas de la prensa alemana y extranjera para construir con un aceptable grado de verosimilitud y dramatismo los diferentes pasajes que componen el drama. Aunque en un principio había pensado en tan solo cinco escenas, a primeros del mes de abril de ese año de 1938 ya había cerrado un total de 27 historias independientes, algunas tan breves como simbólicos entremeses. El primer manuscrito se imprimió en 1938 para la editorial Malik de Praga, pero la invasión impidió su difusión.
En mayo de 1938, Brecht viajó a París para supervisar y codirigir con Slatan Dudow los ensayos de su representación en lengua alemana. Se representaron ocho escenas en la «Salle d'Iéna» con el título provisional de 99% y con música de Paul Dessau firmada con seudónimo. El elenco, formado en su mayoría por actores alemanes emigrados contó con la participación de Helene Weigel. Curiosamente, "el público del estreno ya aplaudió con entusiasmo al final de cada escena". La respuesta de los críticos y medio de comunicación fue todo lo variable que se podía esperar, según ideologías; cabe destacar los halagos de Georg Lukács acompañando la publicación en junio de 1938 en Das Wort de una de las escenas (El confidente), que consideró el nuevo realismo brechtiano como una forma "vívida, multicolor y graduada" de "representar el destino humano".

## Modelos y precedentes
El propio Brecht explicaba a Piscator en una carta que acompañaba a una selección de 19 escenas, estas referencias culturales: “...creo que el estilo se parece al de Goya en sus bocetos de la guerra civil...” y añadía que no pensaba que la selección diera una idea deprimente, sino algo más parecido a las sátiras de algunos cuadros de Brueghel el Viejo o una colección de dibujos de Daumier.
Por su parte, diferentes estudiosos de la obra de Brecht proponen como posibles estímulos o referentes de «Furcht und Elend des Dritten Reiches» algunas narraciones de Heinrich Heine en Deutschland. Ein Wintermärchen, pero planteadas por el dramaturgo entre el cuento de invierno y la historia de terror. Otros críticos ven influencia de la obra de Balzac "Esplendor y la miseria de las cortesanas" (dentro de La comedia humana, 1843). En su conjunto, esta reunión de breves poemas dramatizados "muestran cómo la dictadura nazi penetra en todos los ámbitos de la vida y áreas de la vida de las personas y se extendió el miedo y la desconfianza".

## Los 24 cuadros
- Comunidad Nacional;
- La delación;
- La cruz de tiza;
- Soldados del pantano;
- Al servicio del pueblo;
- La búsqueda del derecho;
- La enfermedad profesional;
- Los físicos;
- La mujer judía;
- El chivato;
- Los zapatos negros;
- Servicio de trabajo voluntario;
- La hora del obrero;
- El cajón;
- El liberado;
- El Socorro de Invierno;
- Dos panaderos;
- El campesino da de comer a la cerda;
- El viejo combatiente;
- El sermón de la montaña;
- La consigna;
- Se conoce en los cuarteles el bombardeo de Almería;
- Contratación de mano de obra;
- Plebiscito;
- Epílogo.[8]

## Versiones (selección)

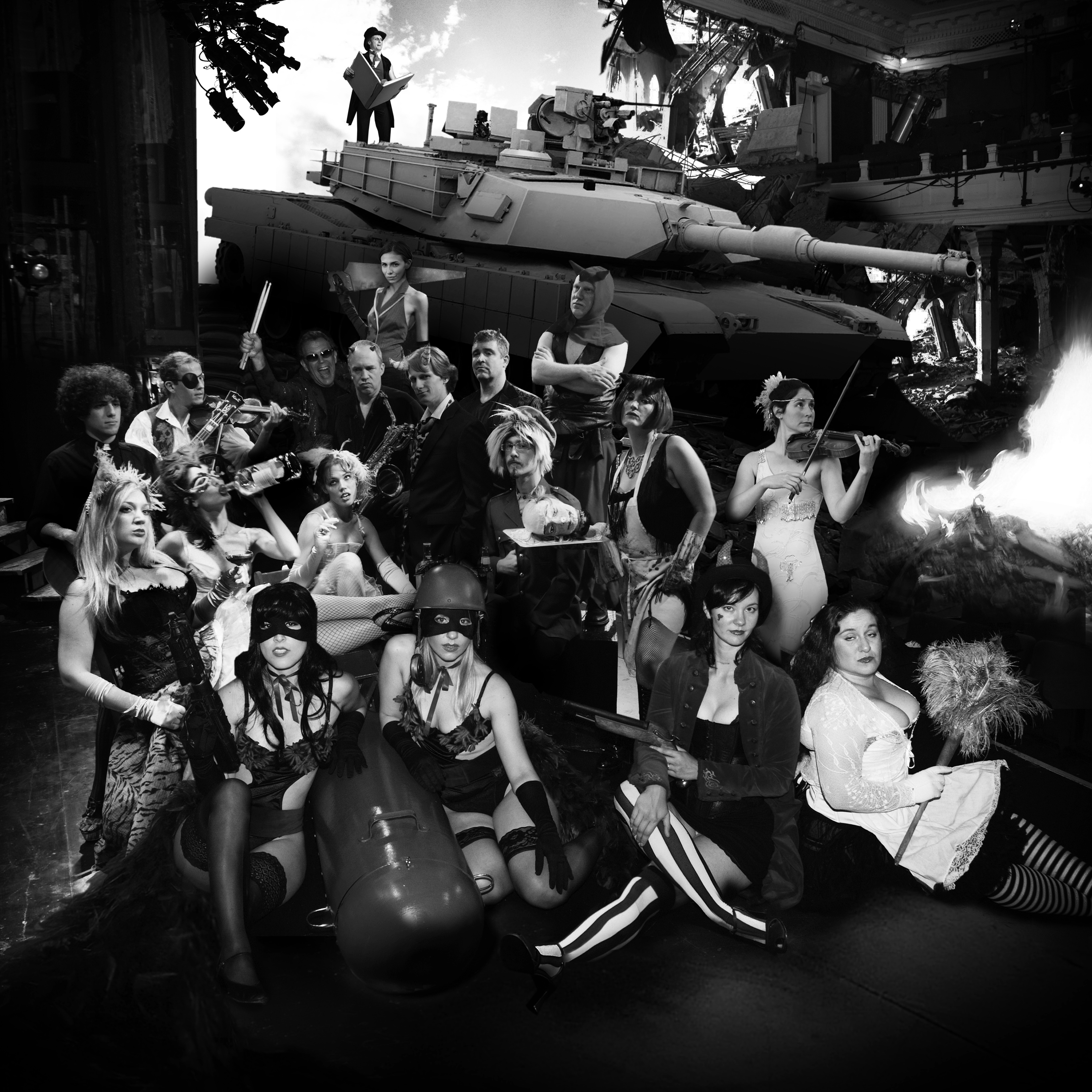
Un montaje del colectivo Cabaret Red Light en 2009, recuperando la iconografía de los decorados de originales de The Private Life of the Master Race, con el clásico tanque del ejército nazi.

Tras la disolución en 1968 del Teatro Estudio de Madrid (TEM) con el abandono de William Layton y Miguel Narros (por desacuerdos ideológicos provocados, entre otros temas, por la propuesta de montaje de Terror y miseria del Tercer Reich de Brecht) la nueva formación creada por Layton y Narros, el Teatro Experimental Independiente (TEI) estrenó la versión castellana. Efímero estreno pues fue prohibida de inmediato, y no pudo reponerse hasta 1974, ya con dirección de José Carlos Plaza.
En 1995, se puso en escena en España una versión de Ignasi García, dramaturgo que ya antes había codirigido Terror y miseria en el primer franquismo (1979), de José Sanchis Sinisterra en colaboración con Jaume Melendres.
Entre las réplicas o "respuestas" al alegato de Brecht contra el nazismo pueden citarse La Batalla: escenas de Alemania, del dramaturgo Heiner Müller, estrenada el 10 de octubre de 1975 en el Volksbühne, y partiendo de textos escritos en la década de 1950.

### Cinematográficas
«Furcht und Elend des Dritten Reiches» inspiró la película soviética The murderers are coming («Ubiytsy vykhodyat na dorogu»), dirigida por Pudovkin en 1942.
También se considera basada en el original de Brecht la realización de Tony Kushner A bright room called day, en 1985.